# Il bandito solitario
Il bandito solitario (The Law of the Range) è un film del 1928 diretto da William Nigh. Una storia western su due fratelli rivali che amano ambedue la stessa donna, in questo caso Joan Crawford in uno dei suoi film del periodo muto.

## Trama
Due fratellini vengono separati durante un attacco dei pellerossa e il loro destino si divide. Vent'anni dopo, Jim fa il ranger e caccia i delinquenti. Il fratello invece è diventato un bandito e si fa chiamare Solitaire Kid. Jim si mette sulle tracce del Kid, ladro, rapinatore e assassino. La sua ragazza, Betty Dallas, viene rapita dal Kid mentre è su una diligenza in viaggio. Il bandito si innamora di lei. Betty nota che il fidanzato e il Kid hanno il medesimo tipo di tatuaggio. Un grande incendio divampa nella prateria, portando ovunque morte e distruzione. Scampati alle fiamme, i due fratelli, avversari nella vita e rivali per amore, ingaggiano un duello a colpi di fucile. Il Kid viene ferito mortalmente, ma ritrova, morente, la madre che aveva perduto tanti anni prima, con Betty che lo assiste. Jim, che ha ucciso suo fratello, è invaso dalla tristezza.

## Produzione
Il budget stimato fu di 80.000 dollari. Il film venne prodotto dalla MGM.

## Distribuzione
Distribuito dalla MGM, il film uscì nelle sale statunitensi il 21 gennaio 1928.

### Date di uscita
Data di uscita
- USA	21 gennaio 1928
- Finlandia	18 novembre 1929

Alias
- The Law of the Range	USA (titolo originale)
- Die brennende Prärie - Das Gesetz des Westens	Austria
- Il bandito solitario	Italia

### La critica
Photoplay scrisse: "Se Tim McCoy ha l'ambizione di diventare un Bill Hart, con questo film comincia bene. Con l'aiuto del suo cavallo bianco, il Boy Bandit, i fucili e il grande incendio della prateria, ci dà un'interpretazione che non è soltanto da brivido, ma ti coinvolge anche con passione".